# Hrabstwo Hernando
Hernando – hrabstwo w stanie Floryda w USA. Populacja liczy 172 778 mieszkańców (stan według spisu z 2010 roku).
Powierzchnia hrabstwa to 1526 km² (w tym 287 km² stanowią wody). Gęstość zaludnienia wynosi 139,44 osoby/km².

## Miejscowości
- Brooksville
- Weeki Wachee

## CDP
- Aripeka
- Bayport
- Brookridge
- Garden Grove
- Hernando Beach
- High Point
- Hill 'n Dale
- Istachatta
- Lake Lindsey
- Masaryktown
- Nobleton
- North Brooksville
- North Weeki Wachee
- Pine Island
- Ridge Manor
- South Brooksville
- Spring Hill
- Spring Lake
- Timber Pines
- Weeki Wachee Gardens
- Wiscon